# Султан Менглі Ґерай
Султан Менглі Ґерай (*д/н — 1834) — державний діяч Російської імперії.

## Життєпис
Його прадідом був Бахти Ґерай, син кримського хана Девлет II Ґерая. До 1713 року він був кубанським сераскером (очільником Кубанської орди). Виступив проти Константинопольського миру між Османською і Російською імперіями, намагався повстати проти Каплан I Ґерая, але невдало. Втім його син Кази Ґерай успадкував титул кубанського сераскера, був союзником хана Шагін Ґерая.
Батьком Султан Менглі був Арслан Ґерай, кубанський сераксер, що брав активну участь у війні проти Російської імперії у 1787—1791 роках. В цей час Султан Менглі був султаном (очільником) ногайців-наврузців. Тривалий час зберігав вірність Османській імперії, але 1790 року після зради Батал-паши сам перейшов на бік росіян, де очолив частину ногайців. 1798 року стає полковником.
1800 року призначається очільником усіх кубанських ногайців. 1801 року отримав звання генерал-майора російської армії. 1803 році очолив фактично усі кочові народи Бештау (П'ятигор'я). Був активним захисником прав ногайців. Російська адміністрація в його справи не втручалася, оскільки не бажала заворушень в умовах тривалої боротьби з Османською імперією. Тому Султан Менглі Ґерай впровадив шаріатський суд, зводив мечеті й медресе, розвивав торгівлю. Разом з тим брав участь в охороні Кавказької лінії.
На початку 1810 року зі своїми ногайцями брав участь в каральному поході генерала С. А. Булгакова на річки Лабу і Білу, де разом з російськими військами плюндрував аули закубанських ногаїв і абазин-алтикесеків. В нагороду отримав орден Святого Георгія 4-го ступеню.
1813 року через спротив депортації абазинів позбавлений посад. Не зміг протидіяти рішенню 1817 року щодо російської колонізації земель ногайців. На кожного поселянина-козака надавалося 30 десятин. 1822 року з провадженням системи приставств стає Бештауським приставом. 1825 року Султан Менглі Ґерай отримав у власність 5 тис. десятин, а бештауським ногайцям було надано вибір стати кріпаками Ґерая або державними кріпаками.
Помер 1831 року. Його маєток перейшов у володіння синам Джанібек Ґераю і Тохтамиш Ґераю. У 1878 році на цьому місці виникло місто Мінеральні Води.